# 伯克斯維爾 (伊利諾伊州)
伯克斯維爾（英語：Burksville）是位於美國伊利諾伊州門羅縣的一個非建制地區。該地的面積和人口皆未知。

## 地理
伯克斯維爾的座標為38°16′02″N 90°09′09″W / 38.26722°N 90.15250°W，而該地的平均海拔高度為198米（即650英尺）。